# Abor & Tynna
Abor & Tynna — австрійський музичний дует, що складається з брата та сестри Аттіли Борнеміса (нар. 1998) і Тюнде Борнеміси (нар. 22 грудня 2000 року). Представники Німеччини на пісенному конкурсі Євробачення 2025 з піснею «Baller».

## Історія

### Рання історія
Члени дуету мають угорське походження і виросли в родині артистів з Угорщини. Їхній батько, Чаба Борнеміса — віолончеліст Віденського філармонічного оркестру Віденської державної опери з 1993 року.

### 2016–2024: Перші успіхи
У 2016 році брат і сестра записали свою першу спільну пісню, яку вони завантажили на SoundCloud. У наступні роки дует випускав нові релізи. Тюнде стала співачкою та авторкою пісень під псевдонімом Тінна, а Аттіла — музичним продюсером під псевдонімом Абор. Вони відносять свою музику до таких жанрів, як поп, хіп-хоп та електронна музика. За декілька років до участі у Chefsache ESC 2025 – Wer singt für Deutschland? вони отримали запрошення на участь у внутрішньому відборі Австрії на пісенний конкурс Євробачення, проте через недосвідченість і відсутність попередніх живих виступів Abor & Tynna відмовилися від цієї пропозиції. У квітні 2024 року вони виступили на розігріві Glass Tour співачки Nina Chuba у Бремені.

### 2025:Bittersüßта Пісенний конкурс Євробачення 2025
За порадою свого лейблу дует подав заявку на німецький національний відбір на пісенний конкурс Євробачення 2025 Chefsache ESC 2025 – Wer singt für Deutschland?. Abor & Tynna вперше з'явилися на приватному кастингу в грудні 2024 року. З понад 3000 заявок вони увійшли до числа 24 кандидатів, які змагалися у відборі. За порадою Штефана Рааба вони вибрали пісню «Baller», короткий уривок з якої він знайшов у профілі дуету в Instagram.
У першому чвертьфіналі Abor & Tynna виконали кавер на пісню Адель «Skyfall» та увійшли до сімки найкращих, у результаті чого пройшли до півфіналу шоу. Того ж дня вийшов їхній дебютний альбом Bittersüß. У півфіналі журі обрало їх для участі у фіналі, який пройшов 1 березня 2025 року, разом з дев'ятьма іншими конкурсантами. У фіналі «Baller» пройшла до суперфіналу, де перемогла в телеголосуванні над чотирма іншими конкурентами з 34,9% голосів. Так, Abor & Tynna отримали право представити Німеччину на пісенному конкурсі Євробачення 2025.

## Дискографія

### Альбоми
| Назва     | Деталі                                                                                 |
| --------- | -------------------------------------------------------------------------------------- |
| Bittersüß | - Вийшов: 24 січня 2025 - Лейбл: Jive Germany - Формат: цифрове завантаження, стримінг |

### Сингли
| Назва               | Рік  | Найвища позиція чарту | Альбом/EP            |
| Назва               | Рік  | GER                   | Альбом/EP            |
| ------------------- | ---- | --------------------- | -------------------- |
| «Anti Ally»         | 2020 | —                     | Сингли поза альбомом |
| «Winx Club»         | 2022 | —                     | Сингли поза альбомом |
| «Coco Taxi»         | 2023 | —                     | Bittersüß            |
| «Plattenpräsident»  | 2024 | —                     | Сингли поза альбомом |
| «Küsschen»          | 2024 | —                     | Bittersüß            |
| «Mama»              | 2024 | —                     | Bittersüß            |
| «Guess What I Like» | 2024 | —                     | Bittersüß            |
| «Seifenblasen»      | 2024 | —                     | Bittersüß            |
| «Baller»            | 2025 | 3                     | Bittersüß            |